# Met andere woorden
Met andere woorden is een studioalbum van de Nederlandse zanger Jan Smit. Het album verscheen op zijn eigen platenlabel VoSound. Dit werd in Nederland voorafgegaan door de single Ik wil slapen, een duet met Alain Clark en Glen Faria. Ook verscheen de single Ik zie, dat geschreven is door Edwin Evers. Het album kwam uit op 20 september 2018.
Op vrijdag 9 september werd bekendgemaakt dat het album op 30 november 2018 zal verschijnen op Vinyl. Dit betekent ook dat er voor het eerst een album op LP verschijnt van Smit. 

## Project
In 2017 had Jan Smit het plan een aantal collega's uit het vak te vragen een liedje voor hem te schrijven – misschien dat ene liedje waarvan zij vonden dat hij het altijd al eens had moeten zingen, maar misschien ook wel die nieuwe uitdagende stijl die hij anders nooit zou hebben geprobeerd. Thomas Tol nam de volledige productie van het album voor zijn rekening.
Op 7 september waren de eerste vier tracks van het nieuwe album beschikbaar. Sanne Hans is een van degenen die meeschreef aan dit project. Ook onder anderen Thomas Berge, Barry Hay en JB Meijers, Guus Meeuwis, Paskal Jakobsen en Peter Slager van BLØF, Edwin Evers, Racoon en Frank Boeijen wist Smit te strikken voor dit project.

## Tracklist
| Nr. | Titel                                         | Duur |
| --- | --------------------------------------------- | ---- |
| 1.  | Betere tijden                                 | 3:04 |
| 2.  | Hé mooie meid                                 | 3:12 |
| 3.  | Mocht je weggaan vandaag                      | 2:36 |
| 4.  | Bijna thuis                                   | 3:15 |
| 5.  | Dagboek van een smiecht                       | 3:44 |
| 6.  | Ik zie                                        | 3:40 |
| 7.  | Zomer in het land                             | 3:10 |
| 8.  | Liever dan m'n eigen leven                    | 2:11 |
| 9.  | Held                                          | 3:24 |
| 10. | Met andere ogen                               | 3:36 |
| 11. | Rosie                                         | 3:04 |
| 12. | Fris (Met Lange Frans)                        | 3:33 |
| 13. | Ik wil slapen (Met Alain Clark en Glen Faria) | 3:02 |